# Kleopatra II

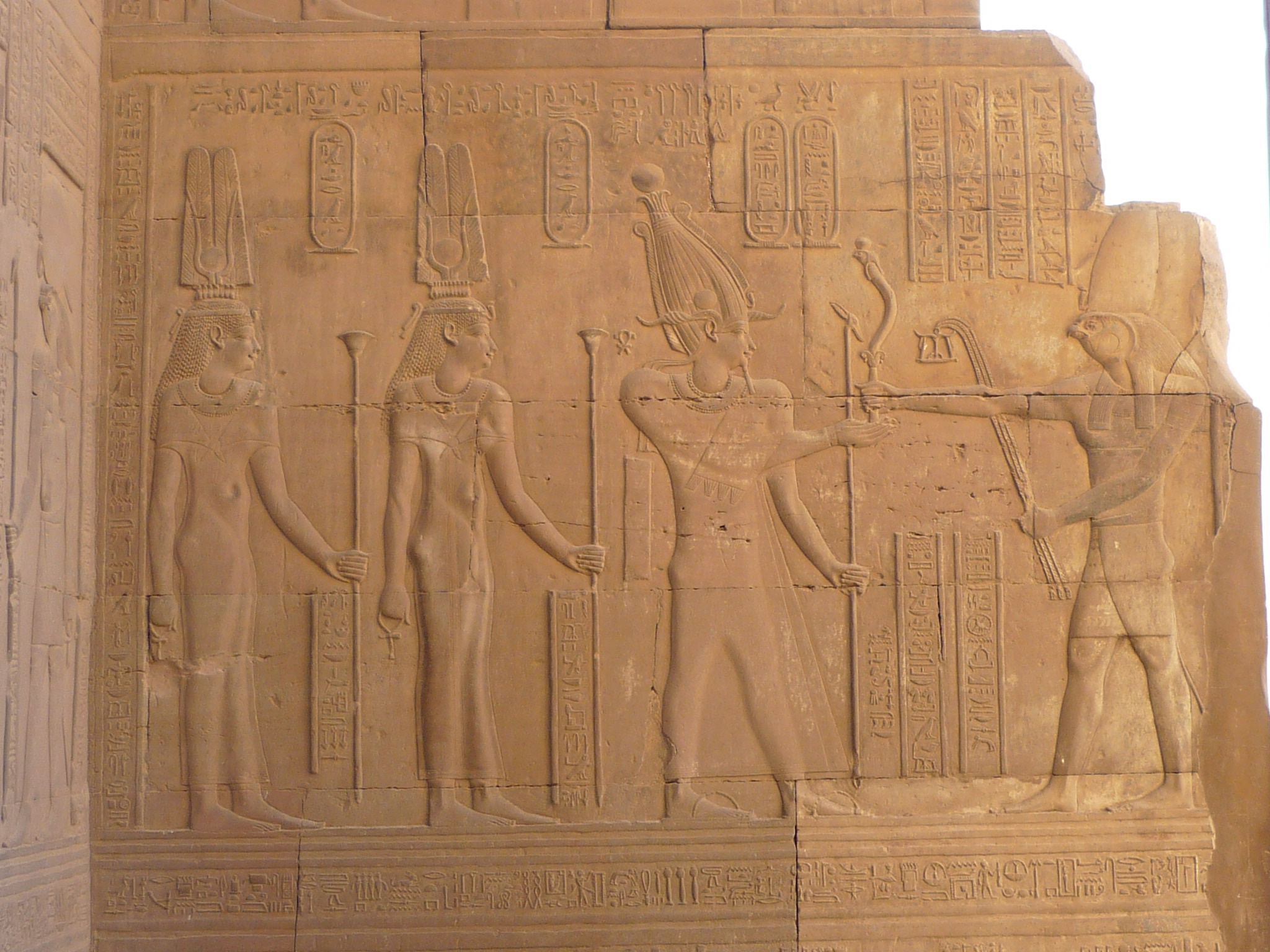
Väggrelief av Kleopatra III, Kleopatra II och Ptolemaios VIII Fyskon framför Horus.

Kleopatra II, född 185 f.Kr., död 116 f.Kr., var drottning i ptolemeiska riket i Egypten. Hon var medregent till sina bröder-makar, Ptolemaios VI och Ptolemaios VIII, och senare sin dotter, Kleopatra III.

## Biografi

### Tidigt liv
Kleopatra II var dotter till Ptolemaios V och Kleopatra I av Egypten. Hennes far avled 180 f.Kr., och efterträddes av hennes äldsta bror, den sex år gamle Ptolemaios VI, med deras mor Kleopatra I som ensam regent. Deras mor avled fyra år senare. Kleopatra II blev efter sin mors död år 175 f.Kr. förmäld med sin jämnåriga bror Ptolemaios VI Filometor och utropad till hans medregent. De var då båda i tioårsåldern och fortfarande omyndiga.
År 170 f.Kr. invaderades Egypten av deras morbror, seleukidermonarken Antiochos IV. Han utropade sig själv till deras beskyddare, förmyndare och regent under deras minderårighet i egenskap av deras döda mors bror och äldsta släkting. Eftersom Antiochos IV hade krönt sig själv till Farao med den gamla dubbelkronan i egyptiernas gamla kröningsstad i Memfis tvivlade man dock på att han skulle nöja sig med att vara enbart förmyndarregent, och han misstänktes i stället för att vilja förena det Ptolemaiska riket och det Seleukidiska riket till ett.
Antiochos hade dock inte intagit huvudstaden Alexandria, och där förklarade oppositionen år 169 f.Kr. den yngre brodern Ptolemaios VIII Fyskon till monark. Antiochos invaderade 168 f.Kr åter Egypten för att återinsätta de två äldre syskonen och därmed sitt eget regentskap. Rom ställde sig nu på oppositionens sida och varnade Antiochos för att ytterligare inblandning i Egyptens affärer skulle leda till en konflikt med Rom, vilket fick honom att dra sig tillbaka. Kleopatra II och hennes brormake Filometor blev därefter hyllade som samregenter i Memfis.

### Den första samregeringen
Kleopatra regerade tillsammans med både sin bror-make och sin yngre bror i samregering. Syskonen kunde emellertid inte samsas, och sökte stöd i striden mot varandra med romersk hjälp, vilket gjorde att Egypten alltmer i kom i beroende av romersk intervention. År 164 f.Kr. avsattes paret av sin yngre bror, Fyskon. År 163 delades riket, så Kleopatra och Filometor tilldelades det egentliga Egypten och Cypern, medan deras bror Fyskon tilldelades Kyrenaika i Libyen. Kleopatras äldste son Ptolemaios VII blev vid okänd tidpunkt sina föräldrars medregent. En tid övervägdes ett äktenskap mellan Fyskon och deras dotter Kleopatra Thea, men hon blev i stället gift med Alexander I Balas omkring 150. Balas var den kandidat Filometor stödde i det seleukidiska tronföljdskriget. Han drog senare tillbaka sitt stöd och gav i stället sitt stöd åt Demetrios II, som då gifte sig med Thea. År 145 f.Kr. avled Filometor i ett slag mot Balas i Syrien.

### Den andra samregeringen
Kleopatra II välkomnade året efter sin förste bror-makes död sin yngre bror Fyskon i Alexandria och gifte sig med honom, varmed han blev hennes medregent. Fyskon gjorde sig avskydd då han vid sitt makttillträde utkrävde hämnd mot alla som tidigare hade stött deras bror. Bland dem Fyskon mördade vid sitt bröllop (och därmed makttillträde) med Kleopatra hörde hennes son och medregent Ptolemaios VII. Paret fick en son tillsammans.
År 142 eller 139 f.Kr. förförde och gifte sig Fyskon med sin styvdotter, brorsdotter och systerdotter, Kleopatra III, som blev hans andra hustru, drottning och medregent, utan att skilja sig från hennes mor, sin syster-hustru. Äktenskapet väckte skandal och befolkningen i Alexandria tog parti för Kleopatra II, som själv ska ha reagerat med ursinne över giftermålet.

### Statskupp och egen regering
År 132 eller 131 f.Kr. utnyttjade Kleopatra II Fyskons impopularitet och sin egen popularitet hos allmänheten för att med deras stöd göra en statskupp och avsätta honom. Han flydde till Cypern, där han enligt uppgift mördade deras gemensamma son: han ska sedan ha skickat henne resterna av sonens sönderstyckade kropp som en present på hennes födelsedag. Det är oklart om hennes dotter Kleopatra III stannade hos henne eller följde med Fyskon ur landet. Enligt en version flydde dottern tillsammans med maken och deras barn ur Egypten vid statskuppen. Enligt en annan version stannade dottern kvar i Egypten, och mor och dotter Kleopatra II och Kleopatra III upprätthöll en samregering, kända som ”De två Kleopatra”.
År 129 f.Kr. avsattes Kleopatra. Enligt den version som hävdar att hon hade samregerat med sin dotter, så var det denna som avsatte henne. Efter kuppen flydde hon till seleukiderriket i Syrien, där hennes äldsta dotter Kleopatra Thea var drottning. Hon erbjöd sin svärson Demetrios II att bli kung i Egypten vid hennes sida och kunde året därpå återvända till Egypten i spetsen för en seleukidisk här för att återerövra sin tron. Hennes här led dock ett nederlag i slaget vid Pelusium 128 f.Kr. Hennes make Fyskon underminerade samtidigt hennes stöd hos Demetrios genom att ge sitt stöd åt en seleukidisk tronpretendent, Demetrios kusin och Kleopatras dotterson Alexander II Zabinas, vilket gjorde Demetrios för upptagen med sina egna inre angelägenheter för att kunna ge Kleopatra aktivt stöd.

### Den sista samregeringen
År 126 eller 124 f.Kr. kunde Kleopatra II av okänd anledning ändå återvända till Egypten. Enligt den version som hävdar att hennes dotter och Fyskon levde åtskilda, så försonades hon först med sin dotter, varpå de tillsammans sedan välkomnade Fyskon tillbaka till Egypten. I vilket fall som helst skedde en offentlig försoning mellan Kleopatra II, hennes bror-make Fyskon och hennes dotter Kleopatra III, varefter de upprätthöll en samregering fram till Fyskons död.
Fyskon avled den 28 juni 116 f.Kr. Kleopatra II fortsatte då i samregering med sin dotter, sin dotterson och dotterdotter fram till sin egen död, som tycks ha inträffat i oktober samma år.

### Barn
Under första äktenskapet med Ptolemaios VI: 
1. Ptolemaios Eupator
2. Kleopatra Thea
3. Berenike
4. Kleopatra III
5. Ptolemaios VII Neos Filopator

Under andra äktenskapet med Ptolemaios VIII: 
1. Ptolemaios Memfites